# Zumbo
Zumbo (auch Vila do Zumbo) ist eine mosambikanische Grenzstadt zu Sambia und Simbabwe.

## Geographie
Zumbo liegt auf 347 m Höhe an der Mündung des Luangwa in den Sambesi. Am gegenüberliegenden Ufer des Sambesi in Simbabwe liegt Kanyemba, am gegenüberliegenden Ufer des Luangwa das Dorf Luangwa in Sambia. Zumbo ist Sitz der Verwaltung des gleichnamigen Distrikts (Provinz Tete).

## Bevölkerung
Zumbo hat 33.000 Einwohner (2005).

## Geschichte
Zumbos Geschichte reicht zurück bis in das Munhumutapa-Reich, zu dem Zumbo gehört haben soll. Im 17. Jahrhundert gründeten die Portugiesen einen Handelsposten für Elfenbein aus den Bangweulusümpfen, das sie über Petauke handelten. Eine wichtige Rolle spielten hierbei Inder aus Goa, die in Bergwerken oder als Händler beträchtliche Vermögen machten. Zumbo erlebte eine lange Zeit der Prosperität, auch als Touristen- und Jagdzentrum. Die Stadt war bis zum Vertrag von 1890 zwischen Großbritannien und Portugal die bis weit ins Landesinnere wirtschaftlich und politisch dominierende Stadt. Im Mosambikanischen Bürgerkrieg war die Stadt wegen ihrer Schlüsselstellung am oberen Ende des Stausees der Cahora-Bassa-Talsperre und an den Grenzen hart umkämpft, was zu großen Zerstörungen führte. Die Bevölkerung floh in dieser Zeit nach Sambia und Simbabwe. Als sie nach dem Krieg zurückkehrte, lebten Wildtiere in den Ruinen der Häuser. Das Gebiet ist stark mit Landminen verseucht, obwohl inzwischen viele geräumt wurden.

## Wirtschaft und Infrastruktur
Heute knüpft Zumbo an die einstige Touristentradition wieder an. Es gibt ein funktionierendes Touristenbüro, auch etliche Veranstalter für Safaris zu Wasser und zu Lande sowie Jagden.
Die Möglichkeiten des Bergbaus sind nicht vollständig erforscht. Portugiesische Geologen nannten den Fels hier ultra basic dykes. Früher wurde hier Gold geschürft. Diamanten werden vermutet. Steinkohle wird bereits abgebaut.
In der Region werden Reis, Maniok und Bohnen angebaut.
Im Distrikt herrscht eine erhöhte Schleusertätigkeit. Menschen werden nach Simbabwe gebracht, von wo sie in die Republik Südafrika versuchen weiter zu reisen. Für den Weg nach Simbabwe zahlen sie 300 US-Dollar (2005).
2006 zählt eine Untersuchung des Institute of Agricultural Research of Mozambique den Distrikt Zumbo in den Jahren 2002 und 2003 zu jenen mit hohem Einkommen in Mosambik.
Die Straße nach Tete ist seit der Flut 2001 im schlechten Zustand beziehungsweise unpassierbar. Der Weg mit dem Boot über den Stausee ist die sicherste Verbindung mit Tete, sofern man nicht die Straßen über Sambia oder Simbabwe nehmen will. Das Schiff Kuza verkehrt alle zwei Wochen ab Songo zur Cahora-Bassa-Talsperre und ist notorisch überfüllt. Zumbo verfügt über ein Stromnetz, das aber nur funktioniert, wenn die Kuza Diesel gebracht hat. Die Trinkwasserversorgung lag 2006 noch immer brach.